# Platypyrgus
Platypyrgus is een geslacht van weekdieren uit de klasse van de Gastropoda (slakken).

## Soort
- Platypyrgus nelsonensis (Climo, 1977)